# Saleeg
Saleeg (arabsko سليق) je jed iz belega riža, kuhana z juho (piščanec ali drugo meso) in mlekom. Izvira iz regije Hedžas na zahodu Saudove Arabije, kjer se običajno šteje za nacionalno jed regije. Jed je zelo priljubljena v mestu Taif. Zdaj je jed priljubljen po vsem arabskem svetu. Nekateri pravijo, da ima okus kot italijanska rižota. Običajno se je med tradicionalnimi praznovanji, kot je Šabana. Tradicionalni velik krožnik, imenovan tabasi, se redno uporablja za serviranje saleega, pečeno meso pa je običajno na vrhu riža. Saleeg običajno spremlja solata Daggus, pikantna paradižnikova omaka in okrašen z gheejem.

## Etimologija
Ime izhaja iz besede saleeg (arabsko سليق), ki dobesedno pomeni 'vreti', saj namiguje na tehniko kuhanja, kjer se vse sestavine kuhajo.

## Zgodovina
Ibrahim Aljamani je najstarejši saudski kuhar, ki je ljudem predstavil saleeg. Ta recept je podedoval od očeta. Ibrahim je bil prvi kuhar, ki je leta 1936 v Taifu odprl lokalno restavracijo, ki je ponujala saleeg. Taif je mesto, kjer je hladno vse leto, saj je na nadmorski višini 1879 m; tako je saleag postal znan, saj je toplo in nasitno za ljudi v Taifu.

## Sestavine
Saleeg se tradicionalno pripravlja iz riža (običajno dolgozrnatega), mleka, masla, oljčnega olja in mešanice začimb. Začimbe, ki se pogosto uporabljajo so stroki kardamoma, sol, črni poper, cimet, lovorov list, mastika. Meso, ki se običajno uporablja je piščanec, govedina ali jagnjetina.
Običajne sestavine za daggus solato so rdeča čebula, koriander, paradižnik, limona, sol, črni poper, olivno olje in rdeči čili.